# Андрешов, Алексей Иванович
Алексе́й Ива́нович Андрешо́в (2 июня 1925 — 30 января 1945) — участник Великой Отечественной войны, помощник командира стрелкового взвода 898-го стрелкового полка 245-й стрелковой дивизии 59-й армии 1-го Украинского фронта, Герой Советского Союза (10.04.1945, посмертно), младший сержант.

## Биография
Родился 2 июня 1925 года в деревне Красный Холм ныне Зубцовского района Тверской области в крестьянской семье. Русский. Образование начальное. Работал в колхозе.
Когда осенью 1941 года фронт приблизился к родному дому, Алексею вместе с другими гуртовщиками правление колхоза доверило эвакуировать общественное стадо. Гуртовщики увели стадо, вели кочевую жизнь. После бомбежек и обстрелов они собирали распуганных коров и шли дальше. А потом — неспокойная жизнь в эвакуации, забота о сохранении общественного стада. В феврале 1942 года село Красный Холм было освобождено от немецких захватчиков, и в начале лета Алексей вместе со своим стадом возвратился в родной колхоз. Вместе с женщинами и стариками восстанавливал хозяйство.
10 апреля 1943 года, когда ему не было ещё и восемнадцати, был призван добровольцем на действительную военную службу Погорельским райвоенкоматом Калининской области. В учебном полку в Ивановской области получил специальность миномётчика. С лета 1943 года в действующей армии. Воевал на Калининском, 1-м Прибалтийском и 1-м Украинском фронтах. Сражался в боях за Псков и Ригу.
В феврале 1944 года был ранен, несколько месяцев провел в госпитале в Ленинграде. Вернувшись на фронт, воевал в составе 898-го стрелкового полка 245-й стрелковой дивизии. В июне 1944 года награждён медалью «За отвагу». Особо отличился в боях в Верхней Силезии.
В январе 1945 года 59-я армия, введенная в сражение на реке Ниде, повела наступление в направлении Краков — Сосковец — Козель. Её передовые части к 30 января 1945 года вышли к Одеру. Началось форсирование. Когда командир взвода, где служил А. И. Андрешов, вышел из строя, он принял командование на себя.
Младший сержант, крикнув: «За мной!» — повел бойцов на преодоление водной преграды. Взвод переправился и вышел во фланг обороняющимся немцам. А. И. Андрешов по опыту знал, что медлить нельзя, и подал команду: «За Родину, вперёд!» Он бежал впереди, и товарищи последовали его примеру. Заняв траншеи врага, взвод обеспечил переправу всему батальону. Плацдарм был завоёван.
Погиб в бою 30 января 1945 года у села Лонау (ныне село Ланы, гмина Цисек, Кендзежинско-Козельский повят, Силезское воеводство, Польша). Был похоронен на месте последнего боя, затем в городе Кендзежин-Козле. Позднее перезахоронен на Кутузовском мемориале — воинском кладбище в селе Болевлавице, под городом Болеславец, рядом с останками фельдмаршала Кутузова.
Указом Президиума Верховного Совета СССР от 10 апреля 1945 года за мужество и героизм, проявленные при форсировании Одера и удержании плацдарма на его западном берегу, младшему сержанту Алексею Ивановичу Андрешову посмертно присвоено звание Героя Советского Союза.

## Награды
- Медаль «Золотая Звезда» Героя Советского Союза
- Орден Ленина
- Орден Красной Звезды
- Орден Славы III степени
- Медали, в том числе:
  - Медаль «За отвагу»

## Память
В 1961 году в селе Красный Холм на доме, в котором жили родители Андрешова Алексея Ивановича, была установлена мемориальная доска с надписью «В этом доме с 1925 года по 1942 год жил Герой Советского Союза Андрешов Алексей Иванович, погибший в боях за Родину 30 января 1945 года». В 1996 году дом сгорел, в 2006 был восстановлен, доска находится на фасаде дома.